# X-Club
X-Club — ограниченная серия комиксов, состоящая из 5 выпусков, которую в 2011—2012 годах издавала компания Marvel Comics.

## Синопсис
Действие происходит после событий серии «Люди Икс: Раскол». Учёные члены команды разрабатывают космический лифт, но что-то идёт не так. Теперь Немезиде, Мэдисону Джеффрису и Кавите Рао нужно всё исправить.

### Выпуски
| № | Дата выхода    | Оценка на Comic Book Roundup   |
| - | -------------- | ------------------------------ |
| 1 | 7 декабря 2011 | 6,1 из 10 на основе 8 рецензий |
| 2 | 4 января 2012  | 8,2 из 10 на основе 4 рецензий |
| 3 | 1 февраля 2012 | 8,5 из 10 на основе 2 рецензий |
| 4 | 7 марта 2012   | 8 из 10 на основе 1 рецензии   |
| 5 | 4 апреля 2012  | 9 из 10 на основе 1 рецензии   |

### Сборники
| Название      | Тип            | Дата выхода  | Собранный материал | Кол-во страниц | ISBN                       |
| ------------- | -------------- | ------------ | ------------------ | -------------- | -------------------------- |
| X-Men: X-Club | Мягкая обложка | 20 июня 2012 | X-Club #1-5        | 120            | 978-0785164432, 078516443X |

## Реакция

### Отзывы критиков
На сайте Comic Book Roundup серия имеет оценку 8 из 10 на основе 16 рецензий. Поэт Масе из IGN дал первому выпуску 4,5 балла из 10 и посчитал, что «Пол Дэвидсон адекватно справляется со своими художественными обязанностями, но не заслуживает похвалы». Келли Томпсон из Comic Book Resources писала, что в дебютном выпуске «мало что побуждает к продолжению чтения [серии]». Аарон Дюран из Newsarama поставил первому выпуску 7 баллов из 10 и отметил, что ему «нравится взгляд Спюрье на отдельных членов команды». Мэтт Демерс из Comic Vine вручил дебюту 2 звезды из 5 и подчеркнул, что «персонажи и конфликт не очень хорошо прописаны».

### Продажи
Ниже представлен график продаж комикса за первый месяц выпуска на территории Северной Америки.